# Ernest-Willem Schmidt
Ernest-Willem Schmidt (Antwerpen, 14 augustus 1886 – aldaar, 19 februari 1937) was een Vlaams schrijver.

## Biografie
Na enkel zijn lager onderwijs gevolgd te hebben werd hij beambte bij het Antwerps stadsbestuur. Hij volgde door zijn functie Museum van de Vlaamsche Letterkunde op.
Hij schreef heel veel toneelstukken en dit reeds op jonge leeftijd.
In zijn toneelstukken probeerde hij het Belgische "onder de kerktoren"cultuur doorbreken door karakters neer te zetten die een welbepaalde cynische levenswijze vertolkten. Dit maakte hem tot een van de eerste moderne toneelschrijvers.
Hij schreef ook als criticus, onder andere voor Het Laatste Nieuws.